# Propaganda (band)
Propaganda is een Duitse, in 1982 door Ralf Dörper opgerichte band. Hij begon met de band nadat hijzelf de band Die Krupps had verlaten. Dörper nam samen met bandleden Andreas Thein en Susanne Freytag een tijdlang alleen demo's op, waaronder een cover van het Throbbing Gristle-nummer Discipline. 

## Begin
Michael Mertens en Claudia Brücken kwamen later bij de band. Het Britse platenlabel ZTT Records (bekend van o.a. Frankie Goes to Hollywood) bood de band een contract aan en produceerde in 1984 de eerste single Dr. Mabuse. Producer Trevor Horn en muziekjournalist Paul Morley, die kort daarvoor met The Art of Noise en het eerder genoemde Frankie Goes to Hollywood een nieuwe muziekstijl op de markt gebracht hadden, maakten consequent gebruik van nieuwe technologische mogelijkheden, in het bijzonder van computersamples. De muzikale begeleiding van de songs van Propaganda werd als experiment in eerste instantie volledig op de computer gemaakt.
Dr. Mabuse was wereldwijd een redelijk succesvol nummer, en gold al vlot na het verschijnen ervan als een bijzonder knap geproduceerde popsong. Er verschenen diverse maxisingles van, allemaal met verschillende arrangementen. Onder invloed van de journalist Morley besloot ZTT het artwork en de videoclips van de band een avantgardistisch tintje te geven. Dit zorgde ervoor dat de band opviel in de hausse aan bands die in de jaren tachtig opkwam.

## Succes
Na het succes van de eerste single verliet Andreas Thein de band. Na zijn vertrek nam de band het album A Secret Wish op, met daarop de zeer succesvolle singles Duel en P-Machinery. Van het album zijn in de loop van de jaren enige miljoenen verkocht. Het kenmerkte zich door dansbare synthpop met veel nadruk op de melodieën, en viel vooral op door de zang en markante stemmen van de frontvrouwen Brücken en Freytag. De singles kregen veel airplay, maar de door ZTT verwachte verkoopresultaten vielen tegen.
Propaganda bracht vervolgens een remix-album uit: Wishful Thinking. De band wilde van het platencontract af en raakte in een rechtszaak met ZTT verwikkeld. Brücken (inmiddels getrouwd met producer Morley) verliet de band. Bij ZTT bracht zij onder de naam Act (met Thomas Leer) het album Laughter Tears and Rage uit. In 1990 bracht ze een soloalbum uit: Love: And a Million Other Things. Het album was populair onder Propaganda-fans maar haalde geen hoge posities in hitlijsten.

## Rechtszaak
Na een langslepende rechtszaak lukte het de band uiteindelijk om het voor hen (financieel) ongunstige contract met ZTT te beëindigen. Latere pogingen van de band (met onder andere het album 1234") om het succes dat ze onder ZTT hadden voort te zetten waren weinig succesvol en weken erg af van de oude stijl. Bandoprichter Dörper verliet Propaganda tijdens de opnamen van 1234 en scoorde in Duitsland nog een hit met collega Thein ("Dr. Acid & Mr. House"). Hij wist daarna zijn oude band Die Krupps weer bijeen te krijgen, en wist het industrial-rockgenre gedurende de jaren negentig zeer populair te maken in met name Europa en de Verenigde Staten.

## Comeback
Propaganda probeerde in 2000 een comeback te realiseren met nieuw materiaal. De poging bleek echter vruchteloos, commercieel succes bleef uit. Ze traden nog eenmaal op in de originele bezetting met het nummer 'Dr. Mabuse', tijdens Princes Trust concert (november 2004) op Wembley als een tribute voor producer Trevor Horn. Andere bands die optraden waren Frankie Goes To Hollywood, Yes, Buggles, Lisa Stansfield, Art of Noise, Belle & Sebastian, Dollar, t.A.T.u., Seal, Grace Jones, ABC en de Pet Shop Boys. 
Begin 2006 maakte Propaganda, nu zonder Brücken en Dörper, een nieuwe comeback met een vierdelige serie op vinyl uitgebrachte composities op het Düsseldorfse label Amontillado Music. De verkoop vond uitsluitend via het internet plaats. Brücken nam het minialbum 'Item' op met Paul Humphreys (van Orchestral Manoeuvres in the Dark) onder de naam OneTwo.

## Discografie

### Albums
| Album met eventuele hitnotering(en) in de Nederlandse Album Top 100 | Datum van verschijnen | Datum van binnenkomst | Hoogste positie | Aantal weken | Opmerkingen |
| ------------------------------------------------------------------- | --------------------- | --------------------- | --------------- | ------------ | ----------- |
| A Secret Wish                                                       | 06-1985               | 20-07-1985            | 5               | 22           |             |
| Wishful thinking                                                    | 11-1985               | 01-12-1985            | 64              | 2            | Remixalbum  |
| 1234                                                                | 14-05-1990            | 02-06-1990            | 45              | 7            |             |

### Singles
| Single met eventuele hitnotering(en) in de Nederlandse Top 40 | Datum van verschijnen | Datum van binnenkomst | Hoogste positie | Aantal weken | Opmerkingen                                                                             |
| ------------------------------------------------------------- | --------------------- | --------------------- | --------------- | ------------ | --------------------------------------------------------------------------------------- |
| Duel                                                          | 07-04-1985            | 22-06-1985            | 5               | 11           | #9 in de Nationale Hitparade / #5 in de TROS Top 50 / Veronica Alarmschijf Hilversum 3  |
| p:Machinery                                                   | 29-07-1985            | 24-08-1985            | 12              | 8            | #9 in de Nationale Hitparade / #10 in de TROS Top 50 / Veronica Alarmschijf Hilversum 3 |
| Heaven give me words                                          | 07-05-1990            | 12-05-1990            | tip6            | -            | #43 in de Nationale Top 100                                                             |

| Single met hitnotering(en) in de Vlaamse Ultratop 50 | Datum van verschijnen | Datum van binnenkomst | Hoogste positie | Aantal weken | Opmerkingen                 |
| ---------------------------------------------------- | --------------------- | --------------------- | --------------- | ------------ | --------------------------- |
| Duel                                                 | 07-04-1985            | -                     |                 |              | Nr. 10 in de Radio 2 Top 30 |
| p:Machinery                                          | 29-07-1985            | -                     |                 |              | Nr. 11 in de Radio 2 Top 30 |

### NPO Radio 2 Top 2000
| Nummers met noteringen in de NPO Radio 2 Top 2000 | '00 | '01 | '02 | '03  | '04  | '05  | '06  | '07  | '08  | '09  | '10  | '11  | '12  | '13  | '14  | '15  | '16  | '17  | '18  |
| ------------------------------------------------- | --- | --- | --- | ---- | ---- | ---- | ---- | ---- | ---- | ---- | ---- | ---- | ---- | ---- | ---- | ---- | ---- | ---- | ---- |
| Duel                                              | 810 | 740 | 809 | 1062 | 1168 | 1231 | 1228 | 1808 | 1265 | 973  | 1377 | 1798 | 1592 | 1535 | 1790 | 1855 | 1995 | 1594 | 1722 |
| p:Machinery                                       | -   | -   | -   | -    | -    | -    | -    | -    | -    | 1963 | -    | -    | -    | -    | -    | -    | -    | -    | -    |

1. ↑  Een '-' betekent dat het nummer niet was genoteerd en een vetgedrukt getal geeft de hoogste notering van een nummer aan.
2. ↑  2000 was het eerste jaar met een notering voor Propaganda.
3. ↑  Deze tabel is bijgewerkt tot en met de laatste editie (2024).